# マリオネット (ROLLYと絶望少女達の曲)
「マリオネット」は、ROLLYと絶望少女達のシングル。2008年2月27日にスターチャイルドから発売された。

## 概要
テレビアニメ「俗・さよなら絶望先生」のエンディング曲（5話-）。またはシングルのタイトル。ミュージシャンのROLLYと同アニメの出演声優5人（絶望少女達）がコラボレーションした曲。初回盤は亜桜まるによる第2話のエンドカードが封入されている。

## 収録曲
1. マリオネット
歌：ROLLYと絶望少女達[メンバー 1]
作詞・作曲：ROLLY、作曲・編曲：長谷川智樹
2. オマモリ
歌：絶望少女達[メンバー 2]
作詞：只野菜摘、作曲・編曲：川田瑠夏
3. マリオネット（歌無し）
4. オマモリ（歌無し）

### ユニットメンバー
1. ↑  小森霧（谷井あすか）、常月まとい（真田アサミ）、関内・マリア・太郎（沢城みゆき）、小節あびる（後藤邑子）、藤吉晴美（松来未祐）
2. ↑  風浦可符香（野中藍）、木津千里（井上麻里奈）、木村カエレ（小林ゆう）、日塔奈美（新谷良子）